# Eumerus djakonovi
Eumerus djakonovi är en tvåvingeart som beskrevs av Stackelberg 1952. Eumerus djakonovi ingår i släktet månblomflugor, och familjen blomflugor. Inga underarter finns listade i Catalogue of Life.